# كيمبرلي سميث (لاعبة كرة الشبكة)
كيمبرلي سميث (بالإنجليزية: Kimberley Smith)‏ هي لاعبة كرة الشبكة أسترالية، ولدت في 18 يونيو 1982.